# Brian Boner
Brian Boner (* 10. Dezember 1984 in Douglas, Wyoming) ist ein US-amerikanischer Politiker der Republikanischen Partei, der seit 2015 Mitglied im Senat von Wyoming ist.

## Leben
Brian Boner abgsolvierte nach dem Schulbesuch ein Studium der Politikwissenschaften und der Russischen Sprache an der University of Wyoming, die er 2007 jeweils mit einem Bachelor of Science (BS Political Science) und (BS Russian) beendete. Ein postgraduales Studium der Betriebswirtschaftslehre mit dem Schwerpunkt Agribusiness an der University of Nebraska schloss er 2011 mit einem Master of Business Administration (MBA) ab. Er ist als Farmer und Rancher tätig und engagierte sich in verschiedenen Organisationen wie den Kolumbusrittern sowie nach seinem Militärdienst in der US Air Force in der Veteranenorganisation Amerikanische Legion und im Verband der Luftwaffenraketenschützen (Association of Air Force Missileers).
Am 15. März 2015 wurde Boner für die Republikanische Partei als Nachfolger von Jim Anderson erstmals Mitglied im Senat von Wyoming und vertritt in diesem seither den „District 02 Converse, Natrona Counties“. Während seiner Senatszugehörigkeit war er Mitglied verschiedener Senatsausschüsse sowie Gemeinsamer Ausschüsse der Wyoming Legislature, der Legislative des Bundesstaates Wyoming. Er fungierte unter anderem als Vorsitzender des Gemeinsamen Ausschusses zur Finanzierung natürlicher Ressourcen (2018 bis 2019), Vorsitzender des Senatsausschusses für Landwirtschaft, staatliche und öffentliche Grundstücke und Wasserressourcen (2019 bis 2023), als Vorsitzender des Gemeinsamen Ausschusses für die Verwaltung bundesstaatlicher natürlicher Ressourcen (2019 bis 2024) und als Vizevorsitzender des Prüfungsausschusses des Managements (2021 bis 2023). Er war außerdem von 2021 bis 2022 Vorsitzender des Gemeinsamen Ausschusses zur Finanzierung natürlicher Ressourcen und zuletzt zwischen 2023 und 2025 Vorsitzender des Senatsausschusses für Transport, Autobahnen und Militärangelegenheiten.
Aus seiner Ehe mit Nicole Boner gingen drei Kinder hervor.

## Weblink
- Senator Brian Boner. In: Senat von Wyoming. Abgerufen am 23. Januar 2025 (englisch).